# Austrian Landesliga
A Áustria Landesliga é quarta divisão do futebol na Áustria. O campeonato é divido por nove conferências, que são os nove estados da Áustria. As equipes promovidas sobem para a Áustria Regional League, a terceira divisão. e os relegados para a Austrian 2. Landesliga.

## Conferências
Campeões sobem a Regional League Leste
- Burgenland: Landesliga Burgenland
- Baixa Áustria: 1. Niederösterreichische Landesliga
- Viena: Wiener Stadtliga

Campeões sobem a Regional League Central
- Caríntia e Leste do Tirol: Kärntner Liga
- Baixa Áustria: Oberösterreich-Liga
- Estíria: Landesliga Steiermark

Campeões sobem a Regional League Oeste
- Salzburg: 1. Salzburger Landesliga
- Tirol (menos Leste do Tirol): Tiroler Liga
- Vorarlberg: Vorarlbergliga